# Rodez
Rodez (okcitansko Rodés) je mesto in občina v južni francoski regiji Jug-Pireneji, prefektura departmaja Aveyron in zgodovinsko glavno mesto nekdanje province Rouergue. Leta 2021 je mesto imelo 24.207 prebivalcev.

## Geografija
Rodez leži v središču departmaja Aveyron ob istoimenski reki.  

## Uprava
Rodez je sedež treh kantonov:
- Kanton Rodez-Sever (del občine Rodez, občini Onet-le-Château, Sébazac-Concourès: 15 000 prebivalcev),
- Kanton Rodez-Vzhod (del občine Rodez, občini Le Monastère, Sainte-Radegonde),
- Kanton Rodez-Zahod (del občine Rodez, občine Druelle, Luc-la-Primaube, Olemps).

Mesto je prav tako sedež okrožja, v katerem se poleg njegovih nahajajo še kantoni Baraqueville-Sauveterre, Bozouls, Cassagnes-Bégonhès, Conques, Entraygues-sur-Truyère, Espalion, Estaing, Laguiole, Laissac, Marcillac-Vallon, Mur-de-Barrez, Naucelle, Pont-de-Salars, Réquista, Rignac, Saint-Amans-des-Cots, Saint-Chély-d'Aubrac, Saint-Geniez-d'Olt, Sainte-Geneviève-sur-Argence in Salvetat-Peyralès s 132.566 prebivalci.

## Zgodovina
Obstoj Rodeza sega nazaj v 5. stoletje pred našim štetjem, ko so se keltski Ruteni iz srednje Evrope ustavili na tem ozemlju in ustanovili enega svojih oppidumov. Ob rimski zasedbi ozemlja se je oppidum preimenoval v Segodunum, kasnejši Civitas Rutenorum. S prihodom krščanstva v te kraje je Rodez v 4. stoletju postal sedež škofije.
Po zatonu Rimskega cesarstva so kraj zapovrstjo zasedali Vizigoti (472), Franki (507), akvitanski vojvode (588), toulouški grofje, kot tudi Mavri. Med stoletno vojno je kraj okupirala angleška vojska (po sporazumu v Brétignyju, 1360). Kasneje je bil Rodez za dolgo časa vpet v rivalstvo med domačimi škofi in grofi. Leta 1443 ga je zasedel Dauphin, bodoči francoski kralj Ludvik XI. in si podredil tamkajšnje plemstvo.
Med francosko revolucijo je Rodez prevzel vodilno vlogo od Villefranche-de-Rouergue in postal sedež departmaja, nastalega na ozemlju province Rouergue.

## Zanimivosti
- Katedrala Notre-Dame de Rodez,
- Musée Fenaille (muzej zgodovine in arheologije)
- cerkev Sv. Amansa, prvega škofa Rodeza

## Pobratena mesta
- Bamberg (Bavarska, Nemčija),
- Pigüé (Buenos Aires, Argentina).